# لوید دگت
لوید دگت (به انگلیسی: Lloyd Doggett) نمایندهٔ حوزه انتخابیه تگزاس از حزب دموکرات ایالات متحده آمریکا در مجلس نمایندگان ایالات متحده آمریکا است که برای نخستین‌بار در ۳ ژانویه ۱۹۹۵ میلادی به‌عضویت این مجلس درآمد.